# Tangens

Graf funkce tangens

Tangens je elementární goniometrická funkce. Je to funkce transcendentní, nelze ji obecně vyčíslit pomocí konečného počtu algebraických operací.
Pro označení této funkce se obvykle používá značka tan (v českých publikacích běžně též tg) doplněná značkou nezávisle proměnné (zpravidla úhlu). Závorky se pro argument pokud možno neužívají.
Argumentem je v reálném oboru zpravidla oblouková míra úhlu, ale v praxi se často užívá stupňová míra, na což je třeba dávat prozor při výpočtech na kalkulátorech (režimy RAD nebo DEG), jinak vznikají hrubě odchylné hodnoty. 
Pro ostrý úhel je tangens v pravoúhlém trojúhelníku definován jako poměr délek protilehlé a přilehlé odvěsny. Definici lze konzistentně rozšířit jak na reálná čísla, tak i komplexní čísla.
Grafem tangenty v reálném oboru je transcendentní křivka tangentoida. Její nealgebraickou povahu dokazuje nekonečný počet průsečíků s osou x i nekonečný počet průchodů nevlatním bodem osy y.

## Tangens na jednotkové kružnici

Tangens α na jednotkové kružnici

Jedna perioda funkce tangens

Tangens se jednoduše definuje na jednotkové kružnici (kružnici se středem v počátku a s poloměrem 1): Je-li v průsečíku jednotkové kružnice s kladnou poloosou x vztyčena tečna k této kružnici (kolmá na osu x), je tg α rovna y-ové souřadnici průsečíku této tečny s přímkou koncového ramene úhlu α s počátečním ramenem v kladné poloose x (orientovaného od kladné poloosy x proti směru hodinových ručiček), jinak řečeno, vzdálenost tohoto průsečíku od osy x se (v absolutní hodnotě) rovná tg α.
Z geometrické definice je také vidět, že tangens je v prvním a třetím kvadrantu nezáporná (≥ 0), ve druhém a čtvrtém nekladná (≤ 0) a pro úhly α = 90° a α = 270° (resp. π/2 a 3π/2 v obloukové míře) není definován, protože průsečík s tečnou neexistuje. V každé podmnožině intervalu {\displaystyle \left(-{\frac {\pi }{2}}+k\pi ;{\frac {\pi }{2}}+k\pi \right);k\in \mathbb {Z} } je tangens rostoucí funkcí.
Orientovaný úhel lze rozšířit na všechna reálná čísla předpisem {\displaystyle \alpha +k\cdot \pi } v úhlové míře resp. {\displaystyle \alpha +k\cdot 180^{\circ }} v míře stupňové, kde {\displaystyle k} je celé číslo. Tangens lze tedy konzistentně definovat jako funkci v množině reálných čísel:

## Tangens v reálném oboru
Funkce {\displaystyle y={\mbox{tg }}x\!}, je definována jako {\displaystyle y={\mbox{tg }}x={\frac {\sin x}{\cos x}}} a má následující vlastnosti (kde k je libovolné celé číslo):
- Definiční obor: {\displaystyle \mathbb {R} \smallsetminus \left\{{\frac {\pi }{2}}+k\pi \right\};k\in \mathbb {Z} }
- Obor hodnot: {\displaystyle (-\infty ;\infty )}, respektive {\displaystyle \mathbb {R} }
- Rostoucí: v každém intervalu {\displaystyle \left(-{\frac {\pi }{2}}+k\pi ;{\frac {\pi }{2}}+k\pi \right);k\in \mathbb {Z} }
- Derivace: {\displaystyle (tg\ x)'={\frac {1}{\cos ^{2}x}}}
- Integrál: {\displaystyle \int {\mbox{tg }}x\,\mathrm {d} x=-\ln |\cos x|+C;\,}Integrační konstanta obecně jiná na každé komponentě definičního oboru.
- Inverzní funkce: arkus tangens (arctg)
- Tangens doplňkového úhlu: {\displaystyle {\mbox{tg }}({\frac {\pi }{2}}-x)={\mbox{cotg }}x}
- je:
  - lichá
  - neomezená
  - periodická s nejmenší periodou {\displaystyle \pi }